# Heinrich Cordes (Chemiker)
Heinrich Cordes (* 19. Mai 1906 in Haspe/Westfalen; † 12. März 1999 in Hildesheim) war ein deutscher Chemiker und Hochschullehrer.

## Leben
Cordes studierte an der Universität Göttingen Chemie mit dem Schwerpunkt Physikalische Chemie. Da die Göttinger Studentenschaft Anfang der dreißiger Jahre mehrheitlich den Nationalsozialisten zuneigte, gab es auch unter den Chemikern einige NS-Anhänger wie Gerhart Jander, Wilhelm Jander, Rudolf Mentzel und Peter Adolf Thiessen. Zuerst stand Cordes den Sozialdemokraten nahe, geriet aber wohl unter Thiessens Einfluss und schloss sich dann ebenfalls den Nationalsozialisten an. Der Physikochemiker Karl Friedrich Bonhoeffer beurteilte Cordes in einer Stellungnahme als einen kenntnisreichen, wissenschaftlich eingestellten und pädagogisch begabten Chemiker. In der Folge holte Bonhoeffer Anfang der dreißiger Jahre Cordes als Assistenten an die Universität Frankfurt.

### Karriere im NS-Staat
Cordes schloss sich der SA an und trat zum 1. August 1932 der NSDAP bei (Mitgliedsnummer 1.215.040). 1935/36 und 1938/39 war er Dozentenbundführer an der Universität Frankfurt/Main. An der Universität Frankfurt erhielt er 1936 nach seiner Habilitation eine Dozentenstelle. 1939 war er zeitweise Gaudozentenführer von Hessen-Nassau. Im Jahre 1939 trat er der SS bei. In der SS wurde er dem SD zugeordnet. Sein nationalsozialistischer Fachkollege Peter Adolf Thiessen schrieb in einem Gutachten, Cordes sei „als unentwegter, kompromißloser Nationalsozialist hochbewährt“.
Cordes’ Bemühungen einen Lehrstuhl an einer deutschen Hochschule zu erhalten, verliefen zunächst wenig erfolgreich, weil seine wissenschaftlichen Leistungen als nicht ausreichend galten. Schließlich berief Reichserziehungsminister Bernhard Rust Cordes am 6. November 1941 gegen den Wunsch der Fakultät auf den Lehrstuhl für Physikalische Chemie an der Technischen Hochschule Braunschweig. Wolfgang Finkelnburg, der Dozentenbundführer der TH Darmstadt, kritisierte diese Berufung auf einer Tagung als „eine unter Außerachtlassung des Leistungsprinzips erfolgte politische Maßnahme - um nicht zu sagen 'politische Schiebung'“.

### Nach dem Zweiten Weltkrieg
Nach Kriegsende wurde Cordes am 31. Mai 1945 aus dem Hochschuldienst entlassen. Im Entnazifizierungsverfahren stufte ihn die Spruchkammer Frankfurt am 3. Januar 1949 in die Gruppe IV (Mitläufer) ein. Der Braunschweiger Lehrstuhl war inzwischen anderweitig besetzt worden. Als 131er erhielt Cordes 1956 erneut einen Lehrstuhl an der TH Braunschweig. Er wurde 1972 emeritiert.